# Banjaragung (Cipocok Jaya)
Banjaragung is een bestuurslaag in het regentschap Serang van de provincie Banten, Indonesië. Banjaragung telt 12.568 inwoners (volkstelling 2010).